# Urocarpidium sanambrosianum
Urocarpidium sanambrosianum là một loài thực vật có hoa trong họ Cẩm quỳ. Loài này được D.M. Bates miêu tả khoa học đầu tiên năm 1965.